# Снитино (Лубенский район)
Снитино (укр. Снітине) — село, Лубенская городская община, Лубенский район, Полтавская область, Украина.
Код КОАТУУ — 5322887907. Население по переписи 2001 года составляло 270 человек.

## Географическое положение
Село Снитино находится в 2-х км от левого берега реки Сула, выше по течению на расстоянии в 0,5 км расположено село Хорошки, ниже по течению на расстоянии в 1 км расположено село Снитин. На расстоянии в 1,5 км расположено село Чернече.

## История
- 2007 — изменён статус с посёлка на село.

## Экономика
- Молочно-товарная ферма.
- Полтавская областная психиатрическая больница № 2 «Снитино».